# Like I’m Gonna Lose You
«Like I’m Gonna Lose You» (с англ. — «Как будто я тебя потеряю») — это сингл, записанный американской певицей Меган Трейнор при участии певца Джона Ледженда. 23 июня 2015 года Epic Records представила его на Contemporary hit radio в качестве четвертого и последнего сингла с дебютного студийного альбома Трейнор Title. Трейнор написала его в соавторстве с Джастином Уивером и Кейтлин Смит, а продюсером выступил Крис Гелбуда. Является песней о любви, в которой содержится призыв не принимать как должное возможность проводить время с любимыми. Трейнор написала его после того, как ей приснилась смерть любимого человека.
Некоторые критики оценили песню выше по сравнению с предыдущей работой Трейнор и сделали акцент на ее вокале. В целом сингл получил смешанные отзывы, некоторые критики описали его как шаблонную балладу. Возглавлял австралийский чарт синглов четыре недели подряд и новозеландский чарт синглов в течение трех недель. Он также достиг восьмого места в Billboard Hot 100 и Canadian Hot 100, став третьим синглом Трейнор вошедшим в топ-10 в обеих странах. Был сертифицирован Американской ассоциацией звукозаписывающих компаний четырехкратно платиновым.
Музыкальное видео было выпущено 9 июля 2015 года. Режиссером выступил Constellation Jones. В нем изображены Трейнор и Ледженд, поющие в освещенном свечами здании и во время дождя на улице, перемежающихся сценами различных типов отношений. Трейнор исполнила сингл вживую на нескольких шоу, включая церемонию вручения премии Billboard Music Awards и American Music Awards в 2015 году, а также на ток-шоу The Tonight Show Starring Jimmy Fallon.

## О сингле
Написан Меган Трейнор, Джастином Уивером и Кейтлин Смит. Демоверсия была написана «много лет назад», но во время записи своего дебютного альбома Title, Трейнор сначала не решалась показать песню своему лейблу. По просьбе дяди Трейнор, Бертона Тони, ее руководство прослушало трек. Трейнор вспоминает, как одного из менеджеров песня довела до слез, в результате чего было принято решение включить ее в альбом.
Спродюсирован Трейнор и Крисом Гелбуда, с которыми она впервые познакомилась в 2011 году на музыкальной конференции в Колорадо. Позже они стали соавтором песни Сабрины Карпентер «Can’t Blame a Girl for Trying». Во время записи трека «3am» для Title, Трейнор рассказала Гелбуде о «Like I’m Gonna Lose You», песне в стиле регги, которая, по ее мнению, плохо подходила для альбома.
Изначально предполагалось, что это будет сольная запись, Антонио Рид отправил Трейнор к Джону Ледженду. Джейсон Агель записал вокал Ледженда в дуэте с Трейнор в Germano Studios в Нью-Йорке. Мэнни Маррокин микшировал в студии Larabee North Studios в Юниверсал-Сити, Калифорния, а Дэйв Катч производил мастеринг в The Mastering Palace в Нью-Йорке.

## Композиция и лирическая интерпретация
Является соул-балладой в стиле ретро. Включает сопрано Трейнор в дуэте с Леджендом, а также дополнительный бэк-вокал Трейнор и Гелбуды. Содержит минималистичные гармонии и инструментальное сопровождение, демонстрируя на переднем плане вокал. Критики отметили, что песня имеет более серьезное, нежное и приглушенное звучание по сравнению с другим материалом Трейнор.

## Критика
Чак Арнольд из журнала Rolling Stone назвал сингл «сногсшибательной балладой», сравнив ее с дуэтом Марвина Гэя и Тамми Террелл. Мелани Дж. Симс из Ассошиэйтед Пресс считает, что «Like I’m Gonna Lose You» — «самый освежающий» трек в альбоме. Гленн Гамбоа из Newsday назвал песню «соул-балладой с классическим звучанием». Мартин Таунсенд из Daily Express назвал «Like I’m Gonna Lose You» и «Walkashame» лучшими треками альбома. Голос Трейнор также был предметом похвалы рецензентов. Мелани Симс из Providence Journal написала, что «вокал Трейнор занимает центральное место, без запоминающегося хука или причудливой постановки, которые бы только отвлекали от него». Элиза Гарденер из USA Today написала, что Трейнор «наиболее привлекательна, когда она не пытается быть хитрой или подрывной», и назвала ее «тоскливое» сопрано идеальной парой для «шелковистого» голоса Ледженда.
Другие критики положительно отреагировали на Ледженда, но неоднозначно отнеслись к Трейнор и самому синглу. Хелен Браун из The Daily Telegraph высказала мнение, что баллада шаблонна, но похвалила искренность тона Ледженда. Карл Уилсон из Billboard сказал, что вокал Ледженда добавил «более глубокие текстуры к статичной песне».

## Музыкальное видео
Видео было выпущено 9 июля 2015 года, а режиссером выступил Кларк Джексон. Закулисное видео было выпущено 21 июля 2015 года. Хиллари Кокер из интернет-издания Jezebel сравнила его с видеоклипом на песню Канье Уэста «Only One».
На видео Трейнор поет при свечах в затемненном здании, в то время как на улице идет дождь. Далее представляются различные сцены проявления любви и привязанности среди разных слоев общества, такие как: мать и ребенок, романтические пары и друзья. Затем к Трейнор присоединяется Ледженд, и видео заканчивается тем, что дождь прекращается, и снова выходит солнце.

## Живые выступления
Трейнор исполняла «Like I'm Gonna Lose You» во время своего тура That Bass Tour в дуэте с Мэттом Принсом, а на определенных концертах с Джорджем Шеппардом из группы Sheppard. 11 апреля 2015 года в Бирмингеме к Трейнор присоединился Нейтан Сайкс для исполнения песни дуэтом. В своем обзоре на выступление Сайкса и Трейнор Ноэль Деволле из Seventeen сказала: «Само собой разумеется, что эти двое новые король и королева ду-воп и соула, и им нужно сотрудничать».
Первое совместное выступление Трейнор и Ледженда было на церемонии вручения награды Billboard Music Awards 17 мая 2015 года. Джо Линч из Billboard описал исполнение как «одну из тихих ночных побед: не шоу, а выступление, которое запомнится вам». 22 мая 2015 года на телепередаче Today Трейнор исполнила сингл соло. 27 мая 2015 года в рамках шоу Massive Musical Mash-Up на канале Pop TV состоялась премьера а капелла версии песни. Трейнор также исполнила эту песню в одиночку на шоу Джимми Киммел в прямом эфире в июле 2015 года, а 14 октября на Шоу Эллен Дедженерес.

## Позиции в чартах

### Еженедельные чарты
| Чарт                                                      | Высшая позиция |
| --------------------------------------------------------- | -------------- |
| Австралия (ARIA)                                          | 1              |
| Великобритания (Official Singles Chart Top 100)           | 99             |
| Испания (PROMUSICAE)                                      | 99             |
| Канада (Canadian Hot 100)                                 | 8              |
| Канада (AC)                                               | 1              |
| Канада (Hot AC)                                           | 1              |
| Нидерланды (Single Top 100)                               | 38             |
| Новая Зеландия (Recorded Music NZ)                        | 1              |
| Польша (Polish Airplay Top 100)                           | 1              |
| США (Billboard Hot 100)                                   | 8              |
| США (Adult Contemporary)                                  | 2              |
| США (Adult Top 40)                                        | 1              |
| США (Mainstream Top 40)                                   | 5              |
| США (Rhythmic Airplay Chart)                              | 29             |
| Швейцария (Schweizer Hitparade)                           | 69             |
| Шотландия (Official Scottish Singles Sales Chart Top 100) | 68             |